# 1965 au Nouveau-Brunswick
Chronologie du Nouveau-Brunswick
- 1961
- 1962
- 1963
- 1964
- 1965
- 1966
- 1967
- 1968
- 1969

Cette page concerne des événements survenus en 1965 dans la province canadienne du Nouveau-Brunswick.

## Événements
- Création du Parc provincial Mactaquac.
- XIVe Convention nationale acadienne à Caraquet.
- Adoption officielle du drapeau de la République du Madawaska.
- Fermeture du Lazaret de Tracadie.
- Fondation du Collège communautaire du Nouveau-Brunswick d'Edmundston.
- 25 février : adoption du drapeau du Nouveau-Brunswick.
- 9 juin : John Babbitt McNair succède à Joseph Leonard O'Brien comme lieutenant-gouverneur du Nouveau-Brunswick.
- 27 septembre : le libéral W. Wynn Meldrum (en) remporte l'élection partielle de Westmorland à la suite de la mort de Donald C. Harper (en).
- 8 novembre : lors des élections fédérales, les libéraux remportent six sièges dans la province contre quatre pour les conservateurs.

## Naissances
- 26 août : Susan Levi-Peters (en), chef adjoint du Nouveau Parti démocratique du Nouveau-Brunswick.
- 27 septembre : Bernard Lord, premier ministre du Nouveau-Brunswick.
- 12 octobre : Marie-Jo Thério, actrice et musicienne.

## Décès
- 17 janvier : Austin Claude Taylor, député, ministre et sénateur.